# 2080
2080 (ММLXXX) е високосна година, започваща в понеделник според григорианския календар. Тя е 2080-та година от новата ера, осемдесетата от третото хилядолетие и първата от 2080-те.